# Homocon

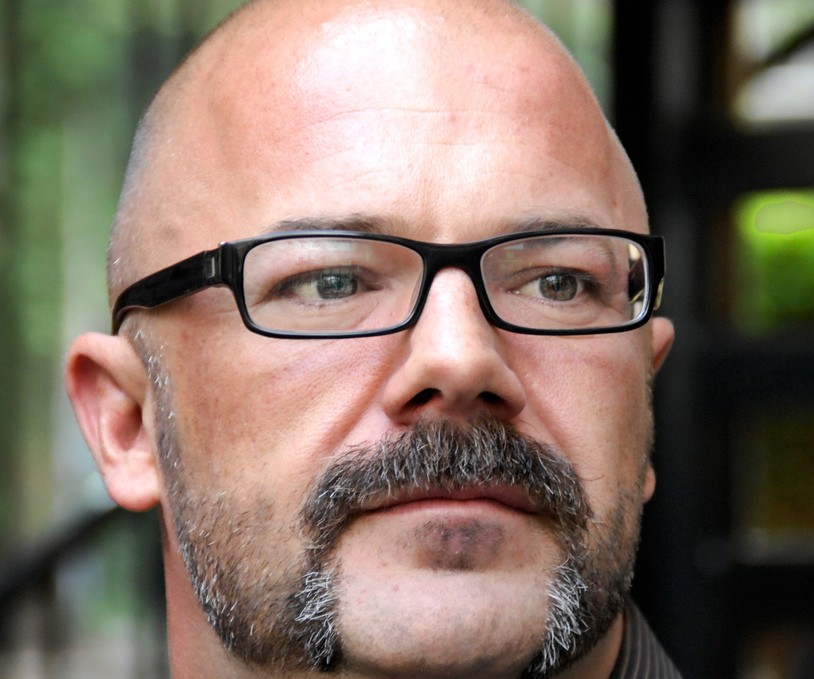
Andrew Sullivan, představitel proudu homoconů

Homocon je výraz označující, zejména v anglo-americkém prostředí, zástupce konzervativního názorového proudu v LGBT hnutí. Doslova homocons = homosexual conservatives = homosexuální konzervativci.

## Použití termínu
K autorství termínu se zpětně přihlásil americký žurnalista a spisovatel Richard Goldstein, autor publikace Homocons: The Rise of the Gay Right (2003). Původně byl míněn jako pejorativní, ale nakonec se ujal jako v podstatě neutrální. Byl použit ve vztahu ke skupině publicistů, mezi nimiž byli např. literární kritik Bruce Bawer či žurnalista a politolog Andrew Sullivan. Tato skupina představovala v polovině 90. let 20. století jakousi „kontrarevoluci“ vůči liberálnímu proudu amerického LGBT hnutí a jeho zasazení do kontextu sexuální revoluce.

## Program
Homocons se vyhraňovali vůči pojetí gay minority jako společenství narušujícího všechny společenské zvyklosti, distancovali se od mediálně oblíbené teatrální přesexualizovanosti v rámci průvodů gay hrdosti a od sexuality coby středobodu gay identity, odmítali „queer“ coby zastřešující pojem pro neheterosexuální identity a spojování s levicovými či revolučními skupinami. Usilovali o společensko-politickou integraci na základě sdílených konstruktivních a v podstatě konzervativních hodnot (včetně náboženství). Zejména kladli důraz na konzervativní potenciál gay identity a na trvalé partnerské svazky akceptované společností jako legitimní životní forma.
Bawer a Sullivan také kritizovali současný americký náboženský fundamentalismus, který se podle nich neprávem označuje jako konzervatismus či tradicionalismus, neboť ty by měly být schopny reagovat na proměny světa kultivovaně a otevřeně, nikoli hystericky a nenávistně, tedy mimo jiné by neměly být homofobní.
Ačkoli jiní výrazní autoři, kteří by „hnutí homoconů“ dále rozvíjeli, se dosud neobjevili, resp. zastánci konzervativního proudu se neoznačují za homocony nebo se nehlásí přímo k odkazu Bawera a Sullivana, tito autoři pojmenovali reálně existující tendence uvnitř gay komunity. Skutečností je, že od 90. let 20. století se centrálním tématem gay aktivismu i oponentního nábožensko-pravicového aktivismu stalo legislativní uznání partnerských svazků osob stejného pohlaví (tzv. registrovaného partnerství či jiných forem včetně stejnopohlavního manželství).

## Kritika
Tato skupina sklidila kritiku ze strany těch gay akademiků, novinářů a aktivistů, kteří podporovali pokračování sexuální revoluce a zpochybňování tradičních hodnot, rozvíjeli queer identity a udržovali levicové politické aliance. Kromě ideologických argumentů (blízkost k pravicové Republikánské straně) či psychoanalytických argumenů (údajné osobní problémy autorů) se kritika ve své věcné rovině opírala o sociologické argumenty, totiž že homocony proklamovaná „normalita“ gay osob je použitelná jen pro bílé, maskulinní, středostavovské a společensky úspěšné muže, zatímco ponechává stranou všechny ostatní, kteří se nemohou takto „adaptovat“. Z druhé strany byli homoconi odmítáni i konzervativní scénou s odůvodněním, že homosexualita je špatná v každém případě.